# ビアタンブラー

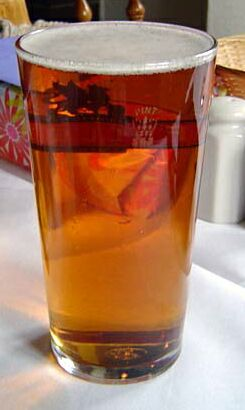
エールを注いだタンブラー

ビアタンブラーは主にビア（ビール）を飲むために考案されたタンブラー。陶磁器製やガラス製、金属製、合成樹脂製など素材は問われない。形状も様々だが、開口部断面積より底面積が同じもしくはやや小さく、縦長のものが一般的である。内容積にも決まりは無く、一口サイズのものや350ccが充分入る大きさのものなど様々である。
ビールを楽しむための重要な要素である泡を考慮した工夫がなされていることもある。たとえば陶磁器製のものの場合、内側を無釉（釉薬をかけないこと）にしたものもある。これは、ビールとの接触面が素焼きであることにより、泡立ちが良くなり且つ泡を長持ちさせる効果が知られているためである。
ビールジョッキと比較してかさばらないため、冷凍庫などに入れて冷やしてからビールを注ぐのに適している。